# A Műveltség Útja
A Műveltség Útja egy Horthy-korszakbeli vegyes ismeretterjesztő–enciklopédikus művelődéstörténet tartalmú, gazdagon illusztrált magyar könyvsorozat.

## Jellemzői
A sorozat 15 kötete 1929 és 1933 között jelent meg a korabeli ismeretterjesztő- és szépirodalmi művek egyik neves kiadója, a Tolnai Nyomdai Műintézet és Kiadóvállalat Rt. gondozásában. A sorozat szerkesztői Harsányi Zsolt, Hegedűs Lóránt, Kézdi-Kovács László, Lambrecht Kálmán, Rapaics Raymund, és Süle Antal voltak.
Az egyes kötetek átlagosan 300–320 oldalon hosszabb-rövidebb tanulmányok keretében dolgozták fel az emberiség ismeretkörének nevezetesebb területeit, így:
- az ember
- az élet
- az egészség
- a csillagvilág
- a Föld
- a néprajz
- az állatvilág
- a növényvilág
- a művészet
- a művelődéstörténet
- a sport
- a vallás
- a társadalom
- az irodalom
- a zene
- a technika
- a fizika
- az utazás
- a szórakozás

Egy-egy kötetben egy-egy területről akár több tanulmány megjelent, de arra is akadt példa, hogy egy kötetből egy-egy lényegesebb terület hiányzott. A VII. kötettől kezdve a témaköri általános besorolást már nem tartalmazták a kötetek. A szerkesztők perspektívája meglehetősen széles körre terjedt ki, így a két világháború közötti idő művelt magyar olvasója elmerülhetett az eszkimók életétől és a szivárvány fizikájától kezdve az őstengerek világán és a vasút történelmén át a malomipar és a vízisportok részleteibe, miközben megismerkedhetett a középkori járványok és a buddhizmus titkaival. Mindezen örömöket fokozta a kötetek aranyozott gerincű, stilizált napot ábrázoló vászonkötése, illetve az igen jelentős mennyiségű fekete-fehér fénykép, illusztráció, és több kihajtható színes melléklet is. A teljes sorozat terjedelme mintegy 4800 oldal volt.
Az előszó szerint:
„A Műveltség Útja sorozatos köteteiben végigvezeti az olvasót az emberi művelődés egész területén. Minden egyes kötet szervesen csatlakozik a megelőzőhöz, úgyhogy aki végigolvassa az egyes tudományágakba tartozó cikkeket, megismeri az illető ismeretkör egész tudástartalmát. Emellett azonban minden kötet mégis önálló egész, az egyes cikkek befejezett egészek, egy-egy részletkörét ölelik fel a tudománynak, mintha csak egy kézikönyvnek volnának egyes érdekes fejezetei.”

## Elérhetőség
A sorozat nem rendelkezik fakszimile kiadással. Elektronikusan elérhető az Arcanumon . Egyes kötetei antikváriumokban elszórtan előfordulnak, teljes sorozat ritkán, inkább árverési tételként.

## A sorozat köteteinek tartalma
| I. kötet |

- Ember. Az ember csontváza	7
- Élet. Az ember számokban	26
- Egészség. A vitaminok	43
- Csillagvilág. Pillantás a végtelenbe	55
- Föld. Hány éves a fa, a föld, a mammut?	72
- Föld. Kolumbus elődei	88
- Néprajz. Az eszkimó élete	109
- Állatvilág. Az őstengerek világa	127
- Növényvilág. A mindennapi kenyér	136
- Művészet. Az iparművészet régi remekei	161
- Művészet. Az álarctól a rúzsig	167
- Sport. Az antik világ sportélete a görög művészet ábrázolásban	189
- Geológia. A valódi, a hamis és a mesterséges drágakövek	214
- Technika. A beszélőfilm	235
- Vallás. Kelet bölcse: Buddha	246
- Otthon. A modern otthon	270
- Utazás. Az élet Amerikában	287
- Művelődéstörténet. Tut-enkh-amon élete és kora	304

| II. kötet |

- Élet. A vér	5
- Egészség. Napfény és levegő	21
- Csillagvilág. Látogatás a csillagvizsgálóban	35
- Geológia és bányászat. Pusztító és teremtő vulkanikus erők	61
- Fizika. A villám	80
- Technika. Képtáviratozás dróton és rádión	98
- Állatvilág. Sárkányok	116
- Állatvilág. Az őstengerek világa	128
- Növényvilág. Beszélgetés az ehető és mérges gombákról	144
- Néprajz. Az emberevés rejtelmeiből	167
- Néprajz. Az emberi bőr díszítése	191
- Művészet. A világ szoborcsodái	203
- A művelődés története. A tisztességes temetés	224
- Vallás. A görög istenek	250
- Gyűjtés. A gyűjtés művészete	269
- Szórakozás. A sakk a történelemben és az anekdotában	284
- Szórakozás. Amatőr-fényképezés	303

| III. kötet |

- Az ember. Az ember zsigerei	5
- Élet. A természet pilótái	20
- Csillagvilág. A csillagászatról és csillagászokról	72
- A Föld. Harc a tenger kincseiért	94
- A Föld. Galápagos, a világ vége	114
- Geológia és bányászat. A borostyán	130
- Vegyészet. A bölcsek köve	142
- Vegyészet. A "fekete gyémánt" csodái	161
- Technológia. A porcellán	173
- Kereskedelem. A csokoládé	193
- Növényvilág. A virág szépségei	213
- Növényvilág. Cinteutl ajándékai	235
- Utazás. A modern expedíció	267
- Zene. Schubert	288

| IV. kötet |

- Ember. Mirigyek	5
- Élet. Az élet eredet	18
- Csillagvilág. A fényképezés, mint a csillagászat segítőtársa	26
- Fizika. Az elektromosság a mindennapi életben	40
- Technika. Az automobil gyermekkorából	56
- Technika. A rádió gyakorlati jelentősége	70
- Föld. A földrajzi nevek titka	95
- Állatvilág. Kidőlt óriások, szárnyaszegett madarak	103
- Állatvilág. Miből lesznek és hogyan élnek a halak	121
- Növényvlág. A forró égöv gyümölcsei	140
- Művelődéstörténet. A bölcső	161
- Művelődéstörténet. Hogyan élt az ősember	180
- Utazás. Mammutvadászat	202
- Utazás. Magyar ifjú sorsa kétszáz évvel ezelőtt a gyarmatokon	221
- Néprajz. A mérgek a primitív népek életében	237
- Egészség. Középkori járványok	259
- Vallás. A kvéker vallás	278
- Irodalom. Vad népek költészete	291
- Sport. Labdajátékok	301

| V. kötet |

- Ember. Érzékszervek	5
- Élet. Izom, munka, fáradtság	18
- Csillagvilág. Mi hasznunk van a csillagokból	32
- Technika. A "fehér szén"	50
- Technika. A levegő országútján	68
- Kereskedelem. A futártól a csőpostáig	88
- Néprajz. A pénz	99
- Néprajz. A rabszolgaság	123
- Növényvilág. A citrom és a narancs	151
- Növényvilág. Kenyéradó virágok	176
- Egészség. A kuruzslás	213
- Művelődéstörténet. Amíg az alfabétig jutottunk	231
- Irodalom. Az amerikai irodalom	245
- Művészet. Kelet színházai	252
- Zene. Beethoven	273
- Utazás. A világ legmagasabb hegyén	295
- Sport. Téli sportok	302

| VI. kötet |

- Az ember. Idegrendszer	5
- Élet. Milyen volt az ősember	19
- Egészség. A fog, a fogfájás és a fogorvos	38
- Csillagvilág. Nők mint csillagászok	51
- Állatvilág. A kutya	60
- Technika. Ut a vizek fölött	94
- Fizika. Szivárvány	116
- Néprajz. A teremtési mondák fejlődése	130
- Néprajz. Hogyan hadakoznak a primitiv népek	149
- Technológia. És lőn világosság	183
- Művelődéstörténet. Bábel tornya	200
- Művelődéstörténet. A halottégetés	219
- Irodalom. Moliére	241
- Utazás. Robinzonok, akik valóban éltek	253
- Vallás. Buddha tanítása és a buddhizmus	268
- Társadalom. A görög nép élete, szokása és erkölcse	295
- Társadalom. Bizánc	312

| VII. kötet |

- Étkezés	1
- Szumír királyok kincse	23
- Modern napimádók	34
- Fúvóshangszerek	45
- Exotikus táncok	61
- Keleti táncok és ördögbalettek	83
- Miért akarják reformálni a férfidivatot	107
- A jelen és a jövő energiaforrásai	113
- Egy nap Mabuing szigetén	139
- Az anyag titkai	163
- Az amazonok	174
- Az egészséges és a beteg szív	190
- Hogyan fotografálják a színes filmet	215
- A női szépségideál	225
- Hogy készül a jó befőtt	244
- Betegségokozó férgek	267
- Mindennapi élet Tibetben	273
- A fényképezés modern művészete	289
- A dohány	310

| VIII. kötet |

- A baziliszkus, az egyszarvú, a vámpír és a vízibornyú	1
- Otthonunk a világűrben	16
- A titkos írás	33
- Kirándulás a busmanok birodalmába	42
- Az emberi beszéd	56
- Hogyan készül a rajzfilm 	67
- A modern halotthamvasztás	87
- Holtomiglan, holtáiglan	106
- Nyugdíjazzák a selyemhernyót	110
- Testalkat és jellem	116
- A természeti népek művészete	130
- A végtelenség óriásai és törpéi számokban	150
- A vadászat története	153
- A háború utáni világirodalom	175
- A kanyaró és a vörheny	184
- Erkel Ferenc	197
- A rádió mint erőforrás	218
- A modern reklám	225
- Magyar László afrikai utazásai	248
- A papírusztól Gutenbergig	262
- A kertészet kiskátéja	279
- A frizura	307

| IX. kötet |

- A szent, fehér elefánt birodalma	1
- Misztikus számok	18
- A gépkocsi karrierj	22
- Az állat a tudomány és az emberi egészség szolgálatában	39
- Regék a költészet eredetéről	46
- Bektas virágos kertje	53
- Magyar ember Madagaszkár trónján	65
- A füstölőszerek	71
- Titkos rend a XVIII. században	89
- Nagy üzem a képhamisítás	92
- Alvás és álom	107
- A szépségideál	113
- Vándorúton a Nap körül	137
- Sugarak az élő szervezetben	170
- A növény és állat a művészetben	172
- Harc a tenger ördögeivel	183
- A nagy Pán legendája	192
- Az antik világ táncai	197
- Forradalom a természettudományban	215
- Az embernevelés új módja és eszközei	225
- Nőuralom	246
- Állatok a háborúban	250
- Időjóslás és óceánrepülés	257
- Az arany birodalma	260
- A tudomány vívmányai a konyhában	272
- Liszt Ferenc	274
- A rovarok életéből	291
- A modern háború	299

| X. kötet |

- Az illatszerek	1
- A rakétaautótól az űrhajóig	25
- Ábrándkergetők	37
- Állatszelídítés	52
- Az elme sportja	90
- Gáz és baktérium a jövő háborújában	105
- Vándorúton Spanyolországban	111
- Látogatás az óriások között	128
- A vasrozsda	139
- A mai ujság őse	142
- A lakás	145
- A vasút története	161
- Költők mint jósok	190
- A bolondságok ünnepe	192
- A bécsi Szent István-dóm	194
- Az atóm hangja	202
- A tenger virágai	204
- Pénzhamisítás	217
- Az egészséges és a beteg tüdő	225
- Gépistenek, gépemberek	241
- Vízisport	277
- Az Óceán kék szalagja	300

| XI. kötet |

- Ópiumszívók	5
- Vadászat a tenger fenevadjaira	19
- Holdbeli és egyéb országok	30
- A cicoma és a ruha	46
- Érdekes színészek	71
- A fodrászművészet mártirjai	74
- Hogyan lettünk elegánsak	78
- Kenyér- és süteményalakok	80
- Égből hulló kövek	84
- Modern halászat	108
- Utak hajdan és most	111
- Hogyan tenyésszünk kaktuszokat	122
- Örökmozgó	150
- A tenger az emberiség jótevője	156
- A primitiv ember étlapja	159
- A birkától a ruháig	177
- Naptárreform	201
- A rendőrkutya őse	212
- Vásárok	215
- D'Eon lovag	225
- Az emberfajták	228
- A hangok birodalma	262
- A technikai kezdetei	269
- Híres gavallérok	281
- Telepátia	285
- A film forradalma	288
- Az időszámítás furcsaságai	291
- Tudományos tojástermelés	294
- A modern gyermeknevelésről	297
- Bizarr konyhák és kávéházak	308
- Tudományos apróságok	316

| XII. kötet |

- Az üveg az ember életében	5
- Cigány népdalok és népmesék	37
- Aki még Bátory Erzsébetnél is kegyetlenebb volt	54
- A gyógyítás műhelyéből	57
- Az áldást osztó Nap birodalma	67
- Tébolyult császárok	95
- Első segély	98
- Rövid hullámok	118
- Miért fogja meg a macska az egeret?	131
- A rovar mint emberi táplálék	134
- A zongora	151
- Az orvostudomány története	168
- Az elme sportja	191
- A szerelmes versek története	204
- Milyen okos a ló	207
- Ritka égi tünemény	214
- Legsokoldalubb szervünk: a bőr	220
- A sínek új uralkodói	250
- A tűz	258
- A kereskedelem története	274
- A malomipar	299

| XIII. kötet |

- A fatörzs-csónaktól az úszó városokig	5
- Babák 	34
- Rakéta	46
- Illik - nem illik	51
- Gázháború	71
- Az anyag titkai	96
- A Föld hű társa	105
- Fogyatkozások és holdváltozások	119
- Az ember első szerszámai	132
- Hogyan bántak a kultúrnépek a primitívekkel?	142
- Túristaság és alpinizmus	154
- A primitívek lakásai	178
- Milyen volt a régi magyar rovásírás?	205
- A fényképezőgép gyakorlati hasznosítása	208
- A babonás Kína	212
- A fiatalok Kínája	229
- Húros hangszerek	246
- Az időszámítás furcsaságai	263
- Utazás a tenger alatt	266
- Siketnéma és vak gyermekek	293
- A kutyaidomítás felső iskolájából	308
- Tudományos apróságok	317

| XIV. kötet |

- Edison	5
- Modern építészet	33
- Hogyan lehet egy öröknaptárt fejben tartani?	45
- A dzsiu-dzsicu	51
- Dél-Amerika	67
- Hogyan tájékozódunk a csillagos égen	85
- A női kézimunka	105
- Hogyan ismertük meg a Földet?	141
- Nagyvárosi fények	167
- Az Iliász és a történet Trójája	179
- Az öröklétü hang	215
- Az állatok szerepe a sport történetében	255
- Állócsillagok	274
- Az elektromos marok	308

| XV. kötet |

- Szaharai oázisok	5
- Mesterséges villámok	22
- A hangyák csodálatos világa	30
- A Paradicsom	45
- Az ember tehetségének és jellemének megvizsgálása	63
- Az aranyország	83
- Élet és villamosság	113
- Az ég titokzatos vándorai	142
- Benyovszky Móric gróf, a madagaszkári király	160
- Az elektromosság a háztartásban és e mezőgazdaságban	185
- A kozmikus köd és a világok keletkezése	220
- A parafa	231
- Hűtőgépek a háztartásban	238
- Keletázsia művészete	243
- Kezek élete	258